# Konferencja Rektorów Akademickich Szkół Polskich
Konferencja Rektorów Akademickich Szkół Polskich (KRASP) – dobrowolne zrzeszenie rektorów polskich szkół wyższych posiadających uprawnienia do nadawania stopnia naukowego doktora lub uprawnienia równorzędnego. Została powołana 7 czerwca 1997 r. Obecnie Konferencję tworzy 108 rektorów szkół wyższych. Drugą obok KRASP przewidzianą w ustawie Prawo o szkolnictwie wyższym z 2005 r. konferencją rektorów jest Konferencja Rektorów Zawodowych Szkół Polskich, reprezentująca uczelnie zawodowe.

## Władze KRASP

### Kadencja 2008–2012
Przewodniczący:
- prof. dr hab. Katarzyna Chałasińska-Macukow – Rektor Uniwersytetu Warszawskiego

Wiceprzewodniczący:
- prof. dr hab. inż. Adam Hamrol – Rektor Politechniki Poznańskiej
- prof. dr hab. Janusz Żmija – Rektor Uniwersytetu Rolniczego w Krakowie

Honorowy Przewodniczący:
- prof. dr hab. inż. Tadeusz Luty – Politechnika Wrocławska (rektor 2002–2008)

### Kadencja 2012–2016
Przewodniczący:
- prof. dr hab. Wiesław Banyś – Rektor Uniwersytetu Śląskiego w Katowicach

Wiceprzewodniczący:
- prof. dr hab. inż. Stanisław Bielecki – Rektor Politechniki Łódzkiej
- prof. Ryszard Zimak – Rektor Uniwersytetu Muzycznego Fryderyka Chopina w Warszawie

Honorowy Przewodniczący:
- prof. dr hab. Katarzyna Chałasińska-Macukow – Uniwersytet Warszawski

### Kadencja 2016–2020
Przewodniczący:
- prof. dr hab. inż. Jan Szmidt – Rektor Politechniki Warszawskiej

Wiceprzewodniczący:
- prof. dr hab. Wiesław Bielawski – Rektor Szkoły Głównej Gospodarstwa Wiejskiego
- prof. dr hab. Andrzej Tretyn – Rektor Uniwersytetu Mikołaja Kopernika w Toruniu

Honorowy Przewodniczący:
- prof. dr hab. Wiesław Banyś – Uniwersytet Śląski w Katowicach

### Kadencja 2020–2024
Przewodniczący:
- prof. dr hab. inż. Arkadiusz Mężyk – Rektor Politechniki Śląskiej  w Gliwicach

Wiceprzewodniczący:
- prof. dr hab. Jacek Popiel – Rektor Uniwersytetu Jagiellońskiego w Krakowie
- prof. dr hab. Michał Zasada – Rektor Szkoły Głównej Gospodarstwa Wiejskiego w Warszawie

Honorowy Przewodniczący:
- prof. dr hab. inż. Jan Szmidt – Rektor Politechniki Warszawskiej

### Kadencja 2024–2028
Przewodniczący:
- prof. dr hab. Bogumiła Kaniewska – Rektor Uniwersytetu im. Adama Mickiewicza w Poznaniu[1]

Wiceprzewodniczący:
- prof. dr hab. inż. Jerzy Lis – Rektor Akademii Górniczo-Hutniczej im. Stanisława Staszica w Krakowie
- prof. dr hab. Michał Zasada – Rektor Szkoły Głównej Gospodarstwa Wiejskiego w Warszawie

Honorowy Przewodniczący:
- prof. dr hab. inż. Arkadiusz Mężyk – Rektor Politechniki Śląskiej w Gliwicach w latach 2016–2024